# Sigillo presidenziale turco

Il sigillo del Presidente della Turchia

Il Sigillo presidenziale turco è il sigillo ufficiale del Presidente della Turchia. Vi è rappresentato al centro un sole a sedici punte, che simboleggia la Repubblica Turca, circondato da sedici stelle a cinque punte. È il più antico sigillo presidenziale ancora in uso nel mondo. 

## Origine ed evoluzione
Le sue radici risalgono al settembre 1922, quando una bandiera analoga venne utilizzata su un'autovettura che portava Mustafa Kemal Atatürk a Smirne durante gli ultimi giorni della Guerra d'indipendenza turca. Essa è attualmente esposta nel Museo Anıtkabir di Ankara. Le caratteristiche e le proporzioni della bandiera presidenziale furono legalizzate con la legge Sancak Talimatnamesi emanata il 22 ottobre 1925, in base alla quale le dimensioni del sigillo vennero fissate a 70 × 70 cm, mentre il sole al centro è una stella a venti punte contenente dieci raggi di luce a spigoli vivi e dieci a spigoli ovali. Le dimensioni 70 × 70 cm sono state mantenute nello stendardo presidenziale della Turchia, in base alla legge del 29 maggio 1936, ma successivamente sono state ridotte a 30 × 30 cm con un nuovo emendamento legislativo varato il 14 settembre 1937. Il numero dei raggi del sole fu ridotto a sedici (otto lunghi e otto corti, tutti a spigoli vivi): essi simboleggiano i sedici grandi imperi turchi della storia, com'è precisato in un altro emendamento legislativo datato 18 febbraio 1978. Sia il sigillo che la bandiera hanno assunto forma e proporzioni attuali in seguito ad un ultimo emendamento giuridico emanato il 25 gennaio 1985.

## Il sigillo nello stendardo presidenziale

Lo stendardo presidenziale della Turchia

Lo stendardo mostra una falce di luna bianca e una stella bianca su uno sfondo rosso come la bandiera della Turchia, dalla quale si differenzia unicamente per il sigillo posizionato nell'angolo in alto a sinistra e composto da un sole giallo oro circondato da sedici stelle a cinque punte dello stesso colore.